# 400 mètres masculin aux Jeux olympiques d'été de 2020 (athlétisme)
Pour des articles plus généraux, voir Athlétisme aux Jeux olympiques d'été de 2020 et 400 mètres aux Jeux olympiques.
Navigation
Rio 2016 Paris 2024
L'épreuve du 400 mètres masculin aux Jeux olympiques de 2020 se déroule les 1, 2 et 5 août 2021 au Stade olympique national de Tokyo, au Japon.

## Records
Avant cette compétition, les records dans cette discipline étaient les suivants : 
| Record du monde  | Wayde van Niekerk (RSA) | 43 s 03 | Rio de Janeiro | 14 août 2016 |
| Record olympique | Wayde van Niekerk (RSA) | 43 s 03 | Rio de Janeiro | 14 août 2016 |

## Résultats

### Finale
| Rang                                | Couloir | Athlète             | Pays       | Temps de réaction | Temps   | Notes |
| ----------------------------------- | ------- | ------------------- | ---------- | ----------------- | ------- | ----- |
| Médaille d'or, Jeux olympiques      | 7       | Steven Gardiner     | Bahamas    | 0.179             | 43 s 85 | SB    |
| Médaille d'argent, Jeux olympiques  | 5       | Anthony Zambrano    | Colombie   | 0.166             | 44 s 08 |       |
| Médaille de bronze, Jeux olympiques | 4       | Kirani James        | Grenade    | 0.157             | 44 s 19 |       |
| 4                                   | 6       | Michael Cherry      | États-Unis | 0.179             | 44 s 21 | PB    |
| 5                                   | 8       | Michael Norman      | États-Unis | 0.148             | 44 s 31 |       |
| 6                                   | 9       | Christopher Taylor  | Jamaïque   | 0.158             | 44 s 79 | PB    |
| 7                                   | 2       | Isaac Makwala       | Botswana   | 0.167             | 44 s 94 |       |
| 8                                   | 3       | Liemarvin Bonevacia | Pays-Bas   | 0.168             | 45 s 07 |       |

### Demi-finales
Les 2 premiers de chaque série (Q) et les 2 meilleurs temps (q) se qualifient pour la finale.

#### Demi-finale 1
| Rang | Couloir | Athlète             | Pays              | Temps de réaction | Temps | Notes |
| ---- | ------- | ------------------- | ----------------- | ----------------- | ----- | ----- |
| 1    | 5       | Kirani James        | Grenade           | 0.160             | 43.88 | Q     |
| 2    | 6       | Anthony Zambrano    | Colombie          | 0.175             | 43.93 | Q, AR |
| 3    | 4       | Liemarvin Bonevacia | Pays-Bas          | 0.160             | 44.62 | q, NR |
| 4    | 7       | Deon Lendore        | Trinité-et-Tobago | 0.193             | 44.93 |       |
| 5    | 3       | Davide Re           | Italie            | 0.157             | 44.94 | SB    |
| 6    | 9       | Ricky Petrucciani   | Suisse            | 0.140             | 45.26 |       |
| 7    | 2       | Luka Janežič        | Slovénie          | 0.152             | 45.36 | SB    |
| 8    | 8       | Jonathan Sacoor     | Belgique          | 0.136             | 45.88 |       |

#### Demi-finale 2
| Rang | Couloir | Athlète            | Pays              | Temps de réaction | Temps | Notes |
| ---- | ------- | ------------------ | ----------------- | ----------------- | ----- | ----- |
| 1    | 6       | Michael Cherry     | États-Unis        | 0.162             | 44.44 | Q     |
| 2    | 8       | Christopher Taylor | Jamaïque          | 0.164             | 44.92 | Q, SB |
| 3    | 5       | Steven Solomon     | Australie         | 0.168             | 45.15 |       |
| 4    | 4       | Mazen Al-Yassin    | Arabie saoudite   | 0.154             | 45.37 |       |
| 5    | 2       | Leungo Scotch      | Botswana          | 0.178             | 45.56 |       |
| 6    | 9       | Machel Cedenio     | Trinité-et-Tobago | 0.182             | 45.86 |       |
| 7    | 3       | Alonzo Russell     | Bahamas           | 0.169             | 46.04 |       |
|      | 7       | Kevin Borlée       | Belgique          |                   | DNS   |       |

#### Demi-finale 3
| Rang | Couloir | Athlète             | Pays              | Temps de réaction | Temps | Notes |
| ---- | ------- | ------------------- | ----------------- | ----------------- | ----- | ----- |
| 1    | 6       | Steven Gardiner     | Bahamas           | 0.152             | 44.14 | Q, SB |
| 2    | 7       | Michael Norman      | États-Unis        | 0.156             | 44.52 | Q     |
| 3    | 4       | Isaac Makwala       | Botswana          | 0.197             | 44.59 | q     |
| 4    | 3       | Demish Gaye         | Jamaïque          | 0.155             | 45.09 | SB    |
| 5    | 8       | Wayde van Niekerk   | Afrique du Sud    | 0.381             | 45.48 |       |
| 6    | 9       | Jochem Dobber       | Pays-Bas          | 0.191             | 45.48 |       |
| 7    | 2       | Dwight St. Hillaire | Trinité-et-Tobago | 0.153             | 45.58 |       |
| 8    | 5       | Jonathan Jones      | Barbade           | 0.159             | 45.61 |       |

### Séries
Les 3 premiers de chaque série (Q) et les 6 meilleurs temps (q) se qualifient pour les demi-finales.

#### Série 1
| Rang | Couloir | Athlète            | Pays      | Temps de réaction | Temps | Notes |
| ---- | ------- | ------------------ | --------- | ----------------- | ----- | ----- |
| 1    | 9       | Isaac Makwala      | Botswana  | 0.197             | 44.86 | Q     |
| 2    | 5       | Kirani James       | Grenade   | 0.160             | 45.09 | Q     |
| 3    | 8       | Jonathan Sacoor    | Belgique  | 0.151             | 45.41 | Q     |
| 4    | 3       | Demish Gaye        | Jamaïque  | 0.165             | 45.49 | q     |
| 5    | 6       | Alonzo Russell     | Bahamas   | 0.223             | 45.51 | q, SB |
| 6    | 7       | Alexander Beck     | Australie | 0.160             | 45.54 | SB    |
| 7    | 2       | Ricardo dos Santos | Portugal  | 0.140             | 46.83 |       |
| 8    | 4       | Bachir Mahamat     | Tchad     | 0.206             | 47.93 | SB    |

#### Série 2
| Rang | Couloir | Athlète           | Pays            | Temps de réaction | Temps | Notes |
| ---- | ------- | ----------------- | --------------- | ----------------- | ----- | ----- |
| 1    | 6       | Mazen al-Yasen    | Arabie saoudite | 0.163             | 45.16 | Q, PB |
| 2    | 5       | Kévin Borlée      | Belgique        | 0.126             | 45.36 | Q, SB |
| 3    | 7       | Ricky Petrucciani | Suisse          | 0.168             | 45.64 | Q     |
| 4    | 9       | Randolph Ross     | États-Unis      | 0.227             | 45.67 |       |
| 5    | 8       | Zakithi Nene      | Afrique du Sud  | 0.147             | 45.74 |       |
| 6    | 4       | Jhon Perlaza      | Colombie        | 0.159             | 46.55 |       |
| 7    | 2       | Pavel Maslák      | Tchéquie        | 0.196             | 47.01 |       |
| 8    | 3       | Ahmed Al-Yaari    | Yémen           | 0.183             | 48.53 | SB    |

#### Série 3
| Rang | Couloir | Athlète                | Pays                | Temps de réaction | Temps | Notes |
| ---- | ------- | ---------------------- | ------------------- | ----------------- | ----- | ----- |
| 1    | 2       | Michael Cherry         | États-Unis          | 0.178             | 44.82 | Q     |
| 2    | 9       | Jonathan Jones         | Barbade             | 0.181             | 45.04 | Q, SB |
| 3    | 7       | Christopher Taylor     | Jamaïque            | 0.151             | 45.20 | Q     |
| 4    | 6       | Dwight St. Hillaire    | Trinité-et-Tobago   | 0.176             | 45.41 | q     |
| 5    | 4       | Luka Janežič           | Slovénie            | 0.163             | 45.44 | q, SB |
| 6    | 5       | Gilles Anthony Afoumba | République du Congo | 0.199             | 46.03 | SB    |
| 7    | 8       | Lucas Carvalho         | Brésil              | 0.172             | 46.12 |       |
| 8    | 3       | Mohammad Jahir Rayhan  | Bangladesh          | 0.170             | 48.29 | SB    |

#### Série 4
| Rang | Couloir | Athlète           | Pays              | Temps de réaction | Temps | Notes |
| ---- | ------- | ----------------- | ----------------- | ----------------- | ----- | ----- |
| 1    | 3       | Anthony Zambrano  | Colombie          | 0.167             | 44.87 | Q     |
| 2    | 4       | Steven Solomon    | Australie         | 0.163             | 44.94 | Q, PB |
| 3    | 7       | Wayde van Niekerk | Afrique du Sud    | 0.162             | 45.25 | Q     |
| 4    | 5       | Leungo Scotch     | Botswana          | 0.186             | 45.32 | q     |
| 5    | 9       | Davide Re         | Italie            | 0.171             | 45.46 | q, SB |
| 6    | 6       | Julian Walsh      | Japon             | 0.146             | 46.57 |       |
| 7    | 2       | Jovan Stojoski    | Macédoine du Nord | 0.184             | 46.81 | SB    |
|      | 8       | Emmanuel Korir    | Kenya             |                   | DQ    |       |

#### Série 5
| Rang | Couloir | Athlète         | Pays              | Temps de réaction | Temps   | Notes |
| ---- | ------- | --------------- | ----------------- | ----------------- | ------- | ----- |
| 1    | 2       | Steven Gardiner | Bahamas           | 0.163             | 45.05   | Q     |
| 2    | 3       | Deon Lendore    | Trinité-et-Tobago | 0.203             | 45.14   | Q     |
| 3    | 9       | Jochem Dobber   | Pays-Bas          | 0.179             | 45.54   | Q     |
| 4    | 4       | Nathon Allen    | Jamaïque          | 0.138             | 46.12   |       |
| 5    | 5       | Sadam Koumi     | Soudan            | 0.143             | 46.26   | SB    |
| 6    | 6       | Marvin Schlegel | Allemagne         | 0.200             | 46.39   |       |
| 7    | 7       | Mikhail Litvin  | Kazakhstan        | 0.210             | 47.15   | SB    |
| 8    | 8       | Karol Zalewski  | Pologne           | 0.154             | 2:15.38 |       |

#### Série 6
| Rang | Couloir | Athlète                   | Pays              | Temps de réaction | Temps | Notes |
| ---- | ------- | ------------------------- | ----------------- | ----------------- | ----- | ----- |
| 1    | 4       | Liemarvin Bonevacia       | Pays-Bas          | 0.171             | 44.95 | Q     |
| 2    | 6       | Michael Norman            | États-Unis        | 0.157             | 45.35 | Q     |
| 3    | 8       | Machel Cedenio            | Trinité-et-Tobago | 0.218             | 46.56 | Q     |
| 4    | 9       | Edoardo Scotti            | Italie            | 0.169             | 45.71 |       |
| 5    | 7       | Thapelo Phora             | Afrique du Sud    | 0.150             | 45.83 | SB    |
| 6    | 5       | Taha Hussein Yaseen       | Irak              | 0.144             | 46.00 | SB    |
| 7    | 3       | Óscar Husillos            | Espagne           | 0.147             | 48.05 |       |
| 8    | 2       | Todisoa Franck Rabearison | Madagascar        | 0.196             | 48.40 | SB    |

## Légende
Records et Performances
- AR : Record continental (area record)
- CR : Record des championnats (championship record)
- MR : Record du meeting (meet record)
- NR : Record national (national record)
- OR : Record olympique (olympic record)
- PR : Record paralympique (paralympic record)
- PB : Record personnel (personal best)
- SB : Meilleure performance personnelle de la saison (season's best)
- WL : Meilleure performance mondiale de l'année (world leader)
- WJR : Record du monde junior (world junior record)
- WR : Record du monde (world record)

Circonstances et Conditions
- DNF : N'a pas terminé (did not finish)
- DNS : N'a pas pris le départ (did not start)
- DQ : Disqualification (disqualification)
- NM : Aucun essai valable enregistré (No Mark)
- Q : Qualifié « directement » au prochain tour (ou à la prochaine compétition), lors d'une compétition majeure, grâce au classement ou à la réalisation des minima (automatic qualifier)
- q : Qualifié au prochain tour (ou à la prochaine compétition), lors d'une compétition majeure, grâce au repêchage ou à la réalisation de l'une des meilleures performances parmi celles des « non qualifiés directement » (grâce au meilleur temps ou à la meilleure distance par exemple) (secondary qualifier)